# Kayan (lud)

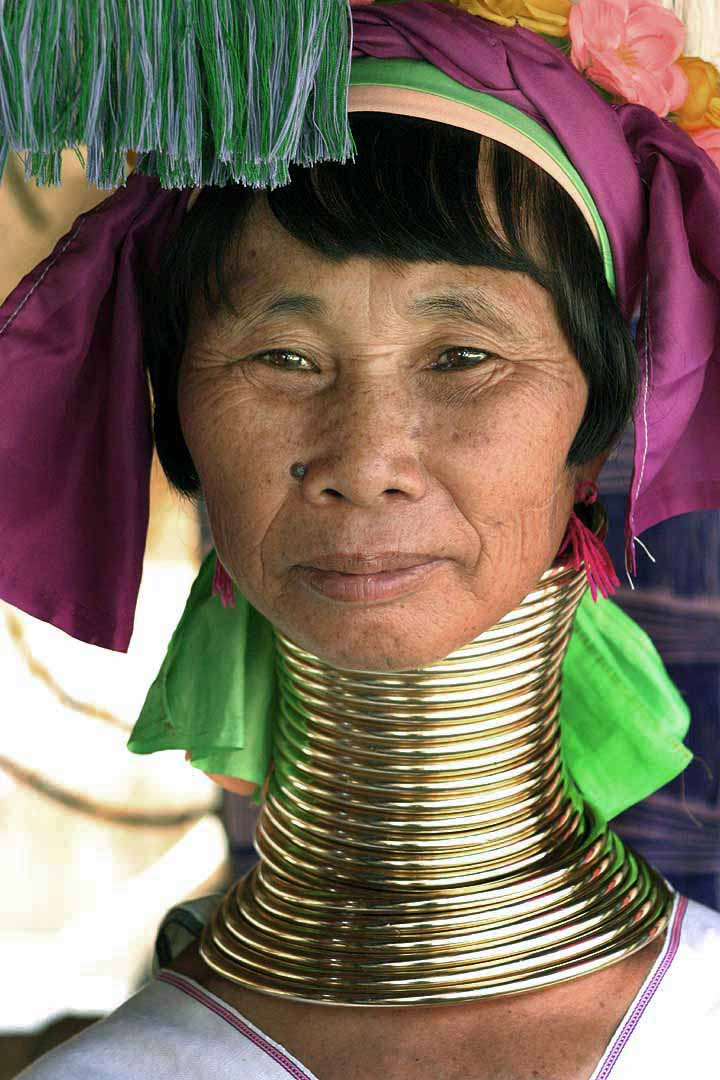
Kobieta Kayan w północnej Tajlandii

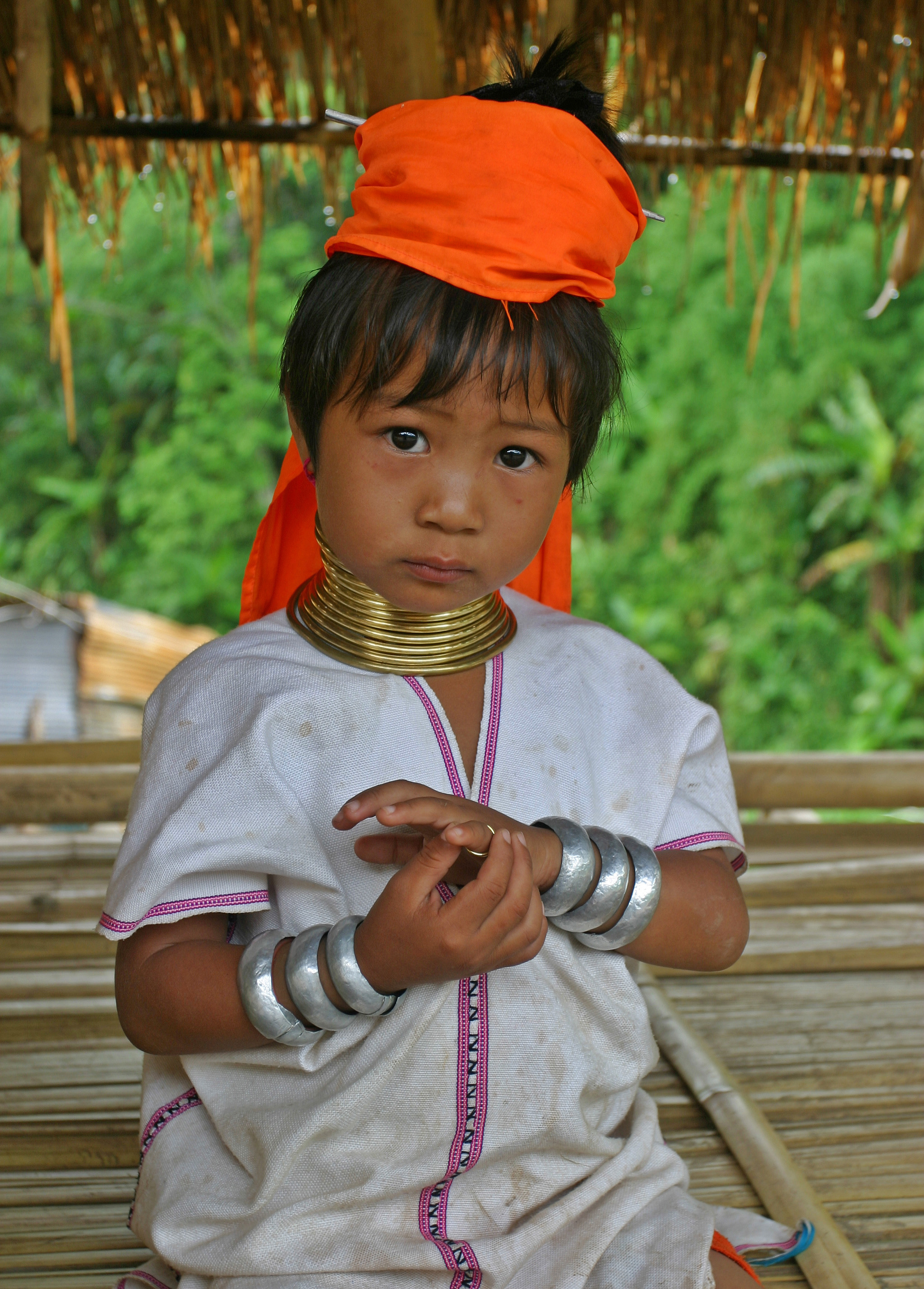
Dziewczynka Kayan w północnej Tajlandii

Kayan lub Padaung (szan: IPA bədàuɴ) – grupa etniczna zaliczana do Karenni. Słowo „Padaung” znaczy dosłownie „miedziane obręcze”, od typowej ozdoby kobiet należących do tego ludu. Sami określają się jako Kayan. 
Zamieszkują wschodnie stoki gór opadające ku dolinie rzeki Saluin w stanie Karenni w północnej Mjanmie. Do obecnych siedzib przybyli w X–XI w. z terenów Junnanu w dzisiejszych Chinach. Mieszkają w dużych osiedlach, w bambusowych domkach. Żyją z polowania, uprawy dzikiego ryżu zwanego „paddy” i zbieractwa owoców. W latach 60. XX w. liczność Padaungów szacowano na ok. 25 tys. Dziś trudno ją rzetelnie ocenić, zwłaszcza że z powodu walk partyzanckich w tym stanie w latach 80. XX w. część z nich przeniosła się na przygraniczne tereny Tajlandii, gdzie stanowią swoistą atrakcję turystyczną. Posługują się językiem kayan (padaung).